# Henri Nouwen

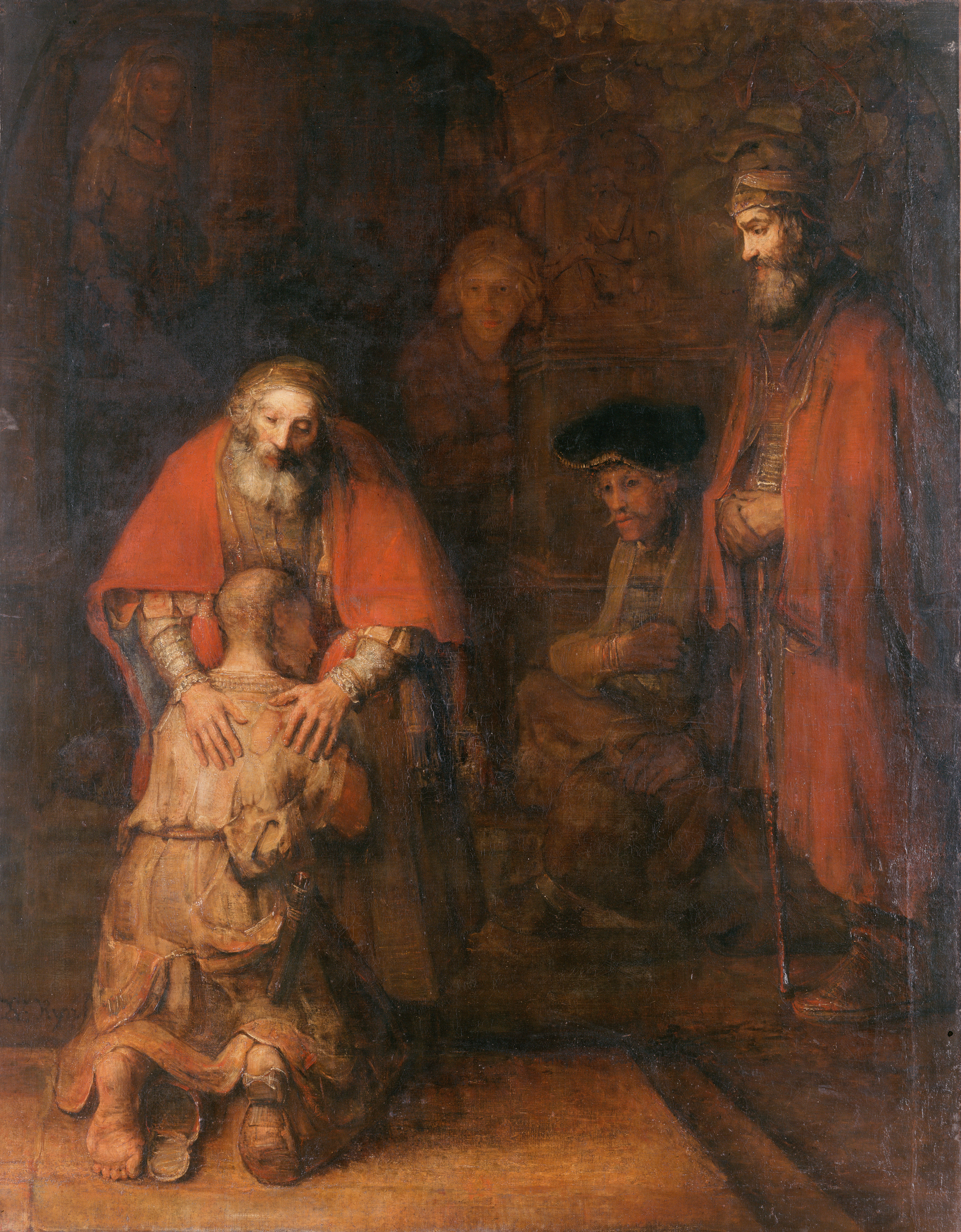
"De terugkeer van de verloren zoon" door Rembrandt, circa 1662; Sint-Petersburg, Hermitage. Een scène die Nouwen vaak in zijn boeken beschrijft, met name in Eindelijk thuis.

Henri Jozef Machiel Nouwen (Nijkerk, 24 januari 1932 – Hilversum, 21 september 1996) was een Nederlandse katholieke priester van het aartsbisdom Utrecht, hoogleraar aan Amerikaanse universiteiten en schrijver van christelijke boeken.

## Levensloop
Henri Nouwen werd geboren in Nijkerk. Zijn vader (1903-1997) heette Laurent J.M. Nouwen en zijn moeder (1906-1978) Maria Ramselaar. Na de voorbereidende priesteropleiding aan het kleinseminarie in Apeldoorn, en een priesteropleiding aan het grootseminarie te Driebergen en Rijsenburg werd Nouwen op 21 juli 1957 door aartsbisschop Alfrink in de Sint-Catharinakathedraal tot priester gewijd.
Nouwen studeerde psychologie aan de Radboud Universiteit Nijmegen en schreef talrijke spirituele werken in het Nederlands en het Engels. Hij was een tijd lang missionaris in diverse landen in Latijns-Amerika. Hij doceerde in de Verenigde Staten aan de University of Notre Dame, Yale University en Harvard University. Tijdens zijn studie was hij tevens aalmoezenier bij de Koninklijke Landmacht en voer hij als geestelijke mee op de Holland-Amerika Lijn. In maart 1965 nam Nouwen in de Verenigde Staten deel aan de Mars van Selma naar Montgomery, die werd geleid door Martin Luther King.
Een ontmoeting met de Canadees Jean Vanier, grondlegger van de L'Arche gemeenschappen, opende zijn ogen voor de zorg voor en het leven met gehandicapten. In 1986 ging hij dan ook werken als pastor in een van de gemeenschappen, L'Arche Daybreak in Richmond Hill, Canada. Hier wordt een thuis geboden aan mensen met een verstandelijke beperking. In deze gemeenschap leerde Nouwen Adam kennen, een meervoudig gehandicapte jongeman. Nouwen ging helpen met de verzorging van hem en werd zijn vriend. In 1996, na het overlijden van Adam en vlak voor zijn eigen dood, schreef hij het boek Adam, God's Beloved.
Ook verbleef Nouwen enkele maanden in een Canadees klooster om "van binnenuit" het monnikenleven te kunnen beschrijven: Vreemdeling in het paradijs, 1988. In 1992 trad hij op als gastpredikant in de Crystal Cathedral in Garden Grove, Californië, voor het programma Hour of Power. Hij hield daar drie preken met als overkoepelend thema: "U bent geliefd". De in 1997 opgerichte Henri Nouwen Stichting houdt zijn gedachtegoed in leven.

### Ideeën
Nouwen werd zeer sterk geïnspireerd door Thomas Merton en wordt daarmee gezien als een van de grondleggers van Nieuwe Monastieke bewegingen. Nouwen stelde contact met God, of het hogere, voorop. Ook zette hij aan tot het contemplatieve gebed. Ondanks dit had hij, volgens eigen zeggen, veel moeite met zijn eigen verlossing door het geloof.

### Familie
Hij was een broer van Paul Nouwen, oud-hoofddirecteur van de ANWB, in wiens huis hij vaak te gast was. Hun vader was Laurent Nouwen, die zich als ruim 90-jarige oud-hoogleraar notarieel recht nog wijdde aan een kritische biografie over de vroeg-middeleeuwse bisschop Willibrord van Utrecht, Een heilige diplomaat of diplomatieke heilige?. Henri Nouwen wilde liefst zijn vader in leeftijd overtreffen en 100 jaar worden; op zijn 60ste besefte hij dat hij nu wel over de helft zou zijn. Voor het dagblad Trouw schreef hij in de Veertigdagentijd van 1996, zijn onverwachte sterfjaar, minimeditaties; toen hij zijn inmiddels hoogbejaarde vader vroeg wat die ervan vond antwoordde deze: "De ene is beter dan de andere." In zijn nagelaten dagboek erkent Henri de zuinigheid van zijn vaders oordeel.

### Homoseksualiteit
Pas na Nouwens dood kwam aan het licht dat Nouwen een geheim met zich meedroeg: hoe in dit leven in het reine te komen met zijn homoseksualiteit en het celibaat. In het boek The Wounded Healer getuigt hij er al van, maar vooral zijn biograaf David Gibson maakte postuum dit drama in Nouwens leven duidelijk in The Coming Catholic Church: How the Faithful Are Shaping a New American Catholicism (2008). Zijn vriend Michael Ford heeft dit bevestigd.

## Werken (keuze)
- Met open handen: notities over het gebed, Ambo, 1971 (Harrie J.M. Nouwen). ISBN 90 263 0156 1.
- Aging: The Fulfillment of Life, met Walter J. Gaffney, Doubleday, 1976. ISBN 978-0385-00918-8, vertaald in het Italiaans, Japans en Spaans.
- Clowning in Rome: Reflections on Solitude, Celibacy, Prayer, and Contemplation, Doubleday, 1979. ISBN 978-0385-49999-6.
- The Wounded Healer, Doubleday, 1979. ISBN 978-0385-14803-0.
- The Genesee Diary: Report from a Trappist Monastery, Doubleday, 1981. ISBN 978-0385-17446-6.
- Compassion: A Reflection on the Christian Life, met Donald P. McNeill and Douglas A. Morrison, Doubleday, 1983. ISBN 978-0385-51752-2.
- Creative Ministry, Doubleday, 1985. ISBN 978-0385-12616-8.
- A Cry for Mercy: Prayers from the Genesee, Doubleday, 1985. ISBN 978-0385-50389-1.
- Reaching Out: The Three Movements of the Spiritual Life, Doubleday, 1986. ISBN 978-0385-23682-9.
- Vreemdeling in het paradijs, De Haan/Lannoo, 1988.
- Lifesigns: Intimacy, Fecundity, and Ecstasy in Christian Perspective, Doubleday, 1989. ISBN 978-0385-23628-7.
- The Road to Daybreak: A Spiritual Journey, Doubleday, 1990. ISBN 978-0385-41607-8.
- In het Huis van de Heer, Lannoo, 1990. ISBN 978-90-209-5373-2.
- The Inner Voice of Love: A Journey Through Anguish to Freedom, Doubleday, 1991. ISBN 978-0385-48348-3.
- Moeder: een in Memoriam, Lannoo, 1993. ISBN 90 209 22831.
- Met de dood voor ogen, The Ultimate Gift, uit het Engels, Lannoo 1993. ISBN 90 209 2272 6.
- The Return of the Prodigal Son: A Meditation on Fathers, Brothers, and Sons, Doubleday, 1994. ISBN 978-0385-47307-1.
- De woestijn zal bloeien, Lannoo, 1994. ISBN 90-209-1391-3.
- Adam, God's Beloved, Orbis Books, 1997.
- Eindelijk thuis, Lannoo, 2002. ISBN 978-9020-94774-8.(vertaling van The Return of the Prodigal Son).
- Kun je de beker drinken?, uit het Engels vertaald, postuum, opgedragen aan 'Adam Arnett. mijn vriend en leermeester', Lannoo. ISBN 90 209 2997 6.
- Op weg naar huis: laatste dagboek, 2001. ISBN 90 209 4554 8.
- Bevrijd je verdriet: troost voor tijden van pijn en rouw, Ten Have/Lannoo, 2001. ISBN 90 259 5297 6. Oorspronkelijk uitgegeven als Turn My Mourning into Dancing.
- Wijsheid uit de woestijn, Henri Nouwen en Yushi Nomura, 2003. ISBN 90 259 5383 2. Oorspronkelijk verschenen als Desert Wisdom; Sayings from the Desert Fathers, 1982.

### Biografieën
- Michael O'Laughlin, Henri Nouwen: Zijn leven en spiritualiteit, een biografie met 150 foto's, Lannoo. ISBN 90 209 6638 3
- Jurjen Beumer, Onrustig zoeken naar God: de spiritualiteit van Henri Nouwen, Lannoo. ISBN 978 90 209 29966